# Lenox Hill (Manhattan)
Lenox Hill és un barri del sud de l'Upper East Side, al borough novaiorquès de Manhattan. Els seus límits orientals exactes estan en disputa, tot i que l'Enciclopèdia de la Ciutat de Nova York cita la Cinquena Avinguda com els límits occidentals i la Avinguda Lexington com els límits orientals.
El barri rep el nom pel granger immigrant escocès i comerciant Robert Lenox (1759-1839), propietari de 30 acres de terra, des de la Cinquena Avinguda a la Quarta Avinguda i des del Carrer 74 i el Carrer 68. Més endavant va comprar tres altres parcel·les estenent la seva propietat fins al nord del Carrer 74. Més tard, la zona va ser anomenada com a 'Lenox Farm". La granja va estar per molts anys en el que avui es coneix com la Cinquena Avinguda i l'Avinguda Madison. El ferrocarril New York &amp; Harlem Railroad passava al costat oriental de la propietat.
El fill de Robert Lenox, James Lenox, va dividir gran part de la granja a quadres de lots d'edificis i els va vendre durant els anys 1860 i 70. James Lenox va construir la Biblioteca Lenox a la Cinquena Avinguda, on ara hi ha la seu de Frick Collection. El Lenox Hill Hospital, l'antic Hospital alemany, es troba localitzat en aquesta zona.